# Młoda Liga (2014/2015)
Młoda Liga 2014/2015 − 5. sezon rozgrywek o mistrzostwo Młodej Ligi organizowany przez Profesjonalną Ligę Piłki Siatkowej S.A przy drużynach PlusLigi. Do Młodej Ligi dołączyły drużyny Cuprum Lubin i MKS Banimex Będzin.
W rozgrywkach uczestniczyć mogli zawodnicy, którzy nie ukończyli 23 lat.
W fazie zasadniczej drużyny rozegrały ze sobą po dwa spotkania systemem kołowym.

## Drużyny uczestniczące
| | Młoda Liga 2014/2015        |    |
| --- | --------------------------- | -- |
| RZE | Asseco Resovia Rzeszów      | 2  |
| GDA | Lotos Trefl Gdańsk          | 3  |
| KED | ZAKSA Kędzierzyn-Koźle      | 4  |
| OLS | Indykpol AZS Olsztyn        | 5  |
| KIE | Effector Kielce             | 6  |
| JAS | Jastrzębski Węgiel          | 7  |
| CZE | AZS Częstochowa             | 8  |
| WAR | AZS Politechnika Warszawska | 9  |
| BYD | Transfer Bydgoszcz          | 10 |
| RAD | RCS Cerrad Czarni Radom     | 11 |
| BIE | BBTS ATH Bielsko-Biała      | 12 |
| BEŁ | PGE Skra Bełchatów          | 13 |
| | Nowi uczestnicy             |    |
| LUB | Cuprum Lubin                |    |
| BĘD | MKS Banimex Będzin          |    |
| Oznaczenia: - kolumna pierwsza – skróty nazw drużyn wpisane na mapie (jeśli ta została zamieszczona), - kolumna trzecia – miejsce zajęte przez daną drużynę w poprzednim sezonie. |                             |    |

## Trenerzy
| Klub                        | Trener            |
| --------------------------- | ----------------- |
| Asseco Resovia              | Jacek Podpora     |
| AZS Częstochowa             | Jacek Gawroński   |
| AZS Politechnika Warszawska | Wojciech Szczucki |
| BBTS ATH Bielsko-Biała      | Paweł Gradowski   |
| Cuprum Lubin                | Norbert Śron      |
| Effector Kielce             | Adam Swaczyna     |
| Indykpol AZS Olsztyn        | Maciej Rejzner    |
| Jastrzębski Węgiel          | Jaroslaw Kubiak   |
| Lotos Trefl Gdańsk          | Edward Pawlun     |
| MKS Banimex Będzin          | Adrian Pawłowski  |
| PGE Skra Bełchatów          | Radoslaw Kolanek  |
| RCS Cerrad Czarni Radom     | Andrzej Sitkowski |
| Transfer Bydgoszcz          | Tomasz Zaczek     |
| ZAKSA Kędzierzyn-Koźle      | Roland Dembończyk |

## Faza zasadnicza

### Terminarz i wyniki spotkań
| Data       | Gospodarz                   | Rezultat                                | Gość                        |
| ---------- | --------------------------- | --------------------------------------- | --------------------------- |
| 1. KOLEJKA |                             |                                         |                             |
| 27.09.2014 | MKS Banimex Będzin          | 0:3 (19:25, 19:25, 18:25)               | Asseco Resovia Rzeszów      |
| 27.09.2014 | Cuprum Lubin                | 1:3 (18:25, 27:29, 25:21, 21:25)        | Lotos Trefl Gdańsk          |
| 27.09.2014 | ZAKSA Kędzierzyn-Koźle      | 3:0 (25:17, 25:19, 25:18)               | PGE Skra Bełchatów          |
| 27.09.2014 | Indykpol AZS Olsztyn        | 1:3 (17:25, 17:25, 25:19, 18:25)        | BBTS ATH Bielsko-Biała      |
| 27.09.2014 | Effector Kielce             | 0:3 (18:25, 18:25, 18:25)               | RCS Cerrad Czarni Radom     |
| 27.09.2014 | Jastrzębski Węgiel          | 0:3 (25:27, 21:25, 18:25)               | Transfer Bydgoszcz          |
| 27.09.2014 | AZS Częstochowa             | 3:0 (25:16, 25:18, 25:23)               | AZS Politechnika Warszawska |
| 2. KOLEJKA |                             |                                         |                             |
| 04.10.2014 | AZS Częstochowa             | 1:3 (25:20, 18:25, 22:25, 19:25)        | MKS Banimex Będzin          |
| 04.10.2014 | AZS Politechnika Warszawska | 0:3 (24:26, 16:25, 17:25)               | Jastrzębski Węgiel          |
| 04.10.2014 | Transfer Bydgoszcz          | 3:0 (25:8, 25:17, 25:13)                | Effector Kielce             |
| 04.10.2014 | RCS Cerrad Czarni Radom     | 0:3 (20:25, 20:25, 18:25)               | Indykpol AZS Olsztyn        |
| 04.10.2014 | BBTS ATH Bielsko-Biała      | 0:3 (19:25, 21:25, 17:25)               | ZAKSA Kędzierzyn-Koźle      |
| 04.10.2014 | PGE Skra Bełchatów          | 0:3 (14:25, 14:25, 14:25)               | Lotos Trefl Gdańsk          |
| 04.10.2014 | Cuprum Lubin                | 2:3 (19:25, 25:21, 25:27, 25:21, 17:19) | Asseco Resovia Rzeszów      |
| 3. KOLEJKA |                             |                                         |                             |
| 11.10.2014 | Lotos Trefl Gdańsk          | 3:0 (25:13, 25:17, 25:19)               | MKS Banimex Będzin          |
| 11.10.2014 | ZAKSA Kędzierzyn-Koźle      | 1:3 (25:23, 24:26, 21:5, 22:25)         | Asseco Resovia Rzeszów      |
| 11.10.2014 | Indykpol AZS Olsztyn        | 3:0 (25:16, 25:15, 25:22)               | Cuprum Lubin                |
| 12.10.2014 | Effector Kielce             | 3:2 (21:25, 25:15, 28:26, 21:25, 15:12) | PGE Skra Bełchatów          |
| 11.10.2014 | Jastrzębski Węgiel          | 1:3 (25:20, 19:25, 18:25, 18:25)        | BBTS ATH Bielsko-Biała      |
| 11.10.2014 | AZS Częstochowa             | 1:3 (16:25, 25:16, 19:25, 19:25)        | RCS Cerrad Czarni Radom     |
| 11.10.2014 | AZS Politechnika Warszawska | 1:3 (25:23, 19:25, 14:25, 14:25)        | Transfer Bydgoszcz          |

### Tabela fazy zasadniczej
| Lp. | Drużyna                     | Pkt | Mecze | Mecze | Mecze | Rodzaj wyniku | Rodzaj wyniku | Rodzaj wyniku | Rodzaj wyniku | Rodzaj wyniku | Rodzaj wyniku | Sety | Sety | Sety  | Małe punkty | Małe punkty | Małe punkty |
| Lp. | Drużyna                     | Pkt | M     | W     | P     | 3:0           | 3:1           | 3:2           | 2:3           | 1:3           | 0:3           | wyg. | prz. | stos. | zdob.       | str.        | stos.       |
| --- | --------------------------- | --- | ----- | ----- | ----- | ------------- | ------------- | ------------- | ------------- | ------------- | ------------- | ---- | ---- | ----- | ----------- | ----------- | ----------- |
| 1   | Transfer Bydgoszcz          | 9   | 3     | 3     | 0     | 2             | 1             | 0             | 0             | 0             | 0             | 9    | 1    | 9     | 250         | 174         | 1.44        |
| 2   | Lotos Trefl Gdańsk          | 9   | 3     | 3     | 0     | 2             | 1             | 0             | 0             | 0             | 0             | 9    | 1    | 9     | 250         | 182         | 1.37        |
| 3   | Asseco Resovia Rzeszów      | 8   | 3     | 3     | 0     | 1             | 1             | 1             | 0             | 0             | 0             | 9    | 3    | 3     | 267         | 259         | 1.03        |
| 4   | ZAKSA Kędzierzyn-Koźle      | 6   | 3     | 2     | 1     | 2             | 0             | 0             | 0             | 1             | 0             | 7    | 3    | 2.33  | 242         | 190         | 1.27        |
| 5   | Indykpol AZS Olsztyn        | 6   | 3     | 2     | 1     | 2             | 0             | 0             | 0             | 1             | 0             | 7    | 3    | 2.33  | 227         | 205         | 1.11        |
| 6   | RCS Cerrad Czarni Radom     | 6   | 3     | 2     | 1     | 1             | 1             | 0             | 0             | 0             | 1             | 6    | 4    | 1.5   | 224         | 208         | 1.08        |
| 7   | BBTS ATH Bielsko-Biała      | 6   | 3     | 2     | 1     | 0             | 2             | 0             | 0             | 0             | 1             | 6    | 5    | 1.2   | 246         | 232         | 1.06        |
| 8   | AZS Częstochowa             | 3   | 3     | 1     | 2     | 1             | 0             | 0             | 0             | 2             | 0             | 5    | 6    | 0.83  | 238         | 243         | 0.98        |
| 9   | Jastrzębski Węgiel          | 3   | 3     | 1     | 2     | 1             | 0             | 0             | 0             | 1             | 1             | 4    | 6    | 0.67  | 220         | 229         | 0.96        |
| 10  | MKS Banimex Będzin          | 3   | 3     | 1     | 2     | 0             | 1             | 0             | 0             | 0             | 2             | 3    | 7    | 0.43  | 200         | 234         | 0.85        |
| 11  | Effector Kielce             | 2   | 3     | 1     | 2     | 0             | 0             | 1             | 0             | 0             | 2             | 3    | 8    | 0.38  | 202         | 253         | 0.8         |
| 12  | Cuprum Lubin                | 1   | 3     | 0     | 3     | 0             | 0             | 0             | 1             | 1             | 1             | 3    | 9    | 0.33  | 255         | 288         | 0.89        |
| 13  | PGE Skra Bełchatów          | 1   | 3     | 0     | 3     | 0             | 0             | 0             | 1             | 0             | 2             | 2    | 9    | 0.22  | 199         | 260         | 0.77        |
| 14  | AZS Politechnika Warszawska | 0   | 3     | 0     | 3     | 0             | 0             | 0             | 0             | 1             | 2             | 1    | 9    | 0.11  | 186         | 249         | 0.75        |

Źródło: mlodaliga.pl
Punktacja: 3:0 i 3:1 – 3 pkt; 3:2 – 2 pkt; 2:3 – 1 pkt; 1:3 i 0:3 – 0 pkt
Zasady ustalania kolejności: 1. liczba punktów; 2. stosunek setów; 3. stosunek małych punktów; 4. bilans w bezpośrednich meczach

## Składy drużyn
| Asseco Resovia | Asseco Resovia      | Asseco Resovia | Asseco Resovia | Asseco Resovia |
| Nr             | Imię i nazwisko     | Data ur.       | Wzrost         | Pozycja        |
| -------------- | ------------------- | -------------- | -------------- | -------------- |
| 1              | Bartosz Ślączka     | 16.01.1997     | 190            | przyjmujący    |
| 2              | Mateusz Jóźwik      | 30.05.1996     | 190            | atakujący      |
| 3              | Paweł Stabrawa      | 23.10.1996     | 200            | atakujący      |
| 4              | Łukasz Kozub        | 03.11.1997     | 186            | rozgrywający   |
| 5              | Maciej Majkowski    | 12.09.1997     | 190            | przyjmujący    |
| 6              | Dominik Depowski    | 27.10.1995     | 200            | przyjmujący    |
| 7              | Mateusz Kowalski    | 20.02.1997     | 204            | środkowy       |
| 8              | Grzegorz Skomro     | 25.05.1997     | 200            | środkowy       |
| 9              | Michał Kawalec      | 21.01.1997     | 185            | rozgrywający   |
| 10             | Kacper Kalina       | 28.12.1997     | 192            | przyjmujący    |
| 11             | Przemysław Czado    | 24.05.1997     | 190            | przyjmujący    |
| 12             | Dawid Wiczkowski    | 18.04.1996     | 188            | rozgrywający   |
| 13             | Przemysław Paliński | 18.08.1997     | 192            | środkowy       |
| 14             | Tomasz Błądziński   | 29.03.1997     | 195            | przyjmujący    |
| 15             | Szymon Seliga       | 14.12.1998     | 194            | przyjmujący    |
| 16             | Rafał Szczęch       | 22.11.1997     | 175            | libero         |
| 17             | Marcin Burnatowski  | 23.02.1998     | 188            | rozgrywający   |
| 18             | Wojciech Zięzio     | 09.03.1997     | 200            | środkowy       |
| 19             | Miłosz Pasternak    | 07.09.1997     | 200            | środkowy       |
| 20             | Marcin Kania        | 14.02.1996     | 202            | środkowy       |
| 21             | Łukasz Drążek       | 13.01.1998     | 175            | libero         |
| 22             | Marcin Karakuła     | 23.12.1998     | 190            | rozgrywający   |
| 23             | Michał Marszałek    | 17.04.1998     | 192            | atakujący      |
| 24             | Wiktor Kłęk         | 01.02.1998     | 202            | przyjmujący    |

| AZS Częstochowa | AZS Częstochowa      | AZS Częstochowa | AZS Częstochowa | AZS Częstochowa |
| Nr              | Imię i nazwisko      | Data ur.        | Wzrost          | Pozycja         |
| --------------- | -------------------- | --------------- | --------------- | --------------- |
| 1               | Michał Gałkowski     | 15.03.1992      | 190             | atakujący       |
| 2               | Mariusz Marcyniak    | 05.03.1992      | 206             | przyjmujący     |
| 3               | Tomasz Matuszczyk    | 02.12.1994      | 200             | przyjmujący     |
| 4               | Damian Zygmunt       | 04.06.1994      | 197             | środkowy        |
| 5               | Patryk Napiórkowski  | 13.12.1995      | 201             | atakujący       |
| 6               | Rafał Szymura        | 29.08.1995      | 196             | przyjmujący     |
| 7               | Michał Kaczyński     | 06.02.1993      | 200             | atakujący       |
| 8               | Dawid Augustynowicz  | 30.01.1994      | 193             | rozgrywający    |
| 9               | Jakub Macyra         | 22.07.1995      | 202             | środkowy        |
| 10              | Miłosz Zemła         | 14.06.1998      | 185             | rozgrywający    |
| 12              | Szymon Bereza        | 07.04.1998      | 185             | rozgrywający    |
| 13              | Konrad Buczek        | 17.02.1994      | 190             | rozgrywający    |
| 14              | Aleksander Niczke    | 22.09.1996      | 190             | libero          |
| 15              | Bartłomiej Janus     | 19.01.1995      | 203             | środkowy        |
| 16              | Szymon Herman        | 30.04.1997      | 194             | przyjmujący     |
| 17              | Dominik Teklak       | 17.03.2000      | 182             | libero          |
| 19              | Oskar Ułamek         | 16.04.1994      | 190             | przyjmujący     |
| 20              | Konrad Nalewajka     | 13.01.1995      | 185             | przyjmujący     |
| 21              | Mateusz Fielhauer    | 23.06.1993      | 194             | atakujący       |
| 22              | Przemysław Sędkowski | 06.10.1992      | 188             | przyjmujący     |

| AZS Politechnika Warszawska | AZS Politechnika Warszawska | AZS Politechnika Warszawska | AZS Politechnika Warszawska | AZS Politechnika Warszawska |
| Nr                          | Imię i nazwisko             | Data ur.                    | Wzrost                      | Pozycja                     |
| --------------------------- | --------------------------- | --------------------------- | --------------------------- | --------------------------- |
| 1                           | Rafał Berwald               | 01.09.1997                  | 194                         | przyjmujący                 |
| 2                           | Łukasz Kowalski             | 12.01.1996                  | 190                         | przyjmujący                 |
| 3                           | Adam Kucharczyk             | 03.03.1998                  | 200                         | środkowy                    |
| 4                           | Filip Troczyński            | 06.09.1997                  | 187                         | rozgrywający                |
| 5                           | Bartosz Firszt              | 19.03.1999                  | 195                         | przyjmujący                 |
| 6                           | Mateusz Janikowski          | 05.05.1999                  | 195                         | przyjmujący                 |
| 7                           | Bartłomiej Lemański         | 19.03.1996                  | 212                         | środkowy                    |
| 9                           | Karol Szczypkowski          | 24.03.1996                  | 196                         | rozgrywający                |
| 10                          | Igor Stelmaszczyk           | 31.01.1996                  | 190                         | przyjmujący                 |
| 11                          | Jakub Pluto                 | 17.07.1998                  | 198                         | środkowy                    |
| 12                          | Michał Udziela              | 09.04.1997                  | 202                         | środkowy                    |
| 13                          | Kamil Graczyk               | 20.05.1996                  | 190                         | przyjmujący                 |
| 14                          | Kamil Krukowski             | 15.02.1998                  | 191                         | rozgrywający                |
| 15                          | Szymon Gregorowicz          | 07.03.1994                  | 183                         | libero                      |
| 16                          | Damian Studziński           | 23.07.1993                  | 198                         |                             |
| 17                          | Przemysław Starek           | 26.10.1997                  | 172                         | libero                      |
| 18                          | Jakub Zieliński             | 18.09.1998                  | 200                         | przyjmujący                 |
| 19                          | Mateusz Kuśmierczyk         | 16.08.1997                  | 185                         | libero                      |
| 20                          | Mateusz Witek               | 22.05.1999                  | 201                         | przyjmujący                 |
| 22                          | Sebastian Wojtasiak         | 02.02.1993                  | 186                         |                             |

| BBTS ATH Bielsko-Biała | BBTS ATH Bielsko-Biała | BBTS ATH Bielsko-Biała | BBTS ATH Bielsko-Biała | BBTS ATH Bielsko-Biała |
| Nr                     | Imię i nazwisko        | Data ur.               | Wzrost                 | Pozycja                |
| ---------------------- | ---------------------- | ---------------------- | ---------------------- | ---------------------- |
| 1                      | Dominik Miarka         | 01.02.1994             | 195                    | przyjmujący            |
| 2                      | Tomasz Smolana         | 20.02.1994             | 200                    | przyjmujący            |
| 4                      | Wojciech Siek          | 10.05.1994             | 204                    | środkowy               |
| 6                      | Mateusz Pihan          | 26.05.1994             | 193                    | przyjmujący            |
| 7                      | Tomasz Ciach           | 11.03.1995             | 192                    | przyjmujący            |
| 8                      | Bartosz Bućko          | 06.01.1995             | 195                    | przyjmujący            |
| 9                      | Maciej Madej           | 15.08.1995             | 190                    | rozgrywający           |
| 10                     | Adam Wróbel            | 31.03.1995             | 197                    | przyjmujący            |
| 11                     | Kajetan Marek          | 06.01.1994             | 187                    | rozgrywający           |
| 12                     | Michał Pacławski       | 17.02.1994             | 205                    | atakujący              |
| 13                     | Przemysław Czauderna   | 21.05.1992             | 184                    | libero                 |
| 14                     | Marcin Bachmatiuk      | 17.05.1992             | 205                    | środkowy               |
| 15                     | Bartosz Grad           | 09.01.1994             | 185                    | rozgrywający           |
| 16                     | Szczepan Czerwiński    | 11.08.1994             | 191                    | przyjmujący            |
| 17                     | Arkadiusz Droździk     | 17.10.1994             | 200                    | atakujący              |

| Cuprum Lubin | Cuprum Lubin      | Cuprum Lubin | Cuprum Lubin | Cuprum Lubin |
| Nr           | Imię i nazwisko   | Data ur.     | Wzrost       | Pozycja      |
| ------------ | ----------------- | ------------ | ------------ | ------------ |
| 1            | Filip Adamski     | 04.06.1992   | 197          | atakujący    |
| 2            | Adrian Romać      | 21.09.1997   | 196          | atakujący    |
| 3            | Kamil Koselski    | 15.06.1996   | 194          | rozgrywający |
| 4            | Bartosz Bernat    | 25.03.1996   | 186          | rozgrywający |
| 5            | Oskar Grabowski   | 27.02.1996   | 202          | atakujący    |
| 6            | Adrian Kopij      | 16.01.1996   | 190          | przyjmujący  |
| 7            | Filip Biegun      | 21.05.1996   | 198          | przyjmujący  |
| 8            | Jakub Ostapkowicz | 22.08.1996   | 200          | środkowy     |
| 9            | Adam Przybylski   | 24.09.1996   | 196          | środkowy     |
| 10           | Mateusz Bogus     | 11.10.1993   | 203          | środkowy     |
| 11           | Patryk Szymański  | 13.06.1995   | 204          | środkowy     |
| 13           | Bartosz Kubiak    | 08.08.1996   | 187          | przyjmujący  |
| 14           | Dariusz Homonicki | 03.07.1996   | 188          | libero       |
| 16           | Jakub Rygier      | 28.05.1995   | 180          | libero       |
| 20           | Kacper Kożuch     | 23.02.1996   | 194          | przyjmujący  |

| Effector Kielce | Effector Kielce        | Effector Kielce | Effector Kielce | Effector Kielce |
| Nr              | Imię i nazwisko        | Data ur.        | Wzrost          | Pozycja         |
| --------------- | ---------------------- | --------------- | --------------- | --------------- |
| 1               | Bartosz Dzierżyński    | 13.11.1996      | 186             | libero          |
| 2               | Dominik Gałązka        | 13.07.1998      | 198             | atakujący       |
| 3               | Igor Spelak            | 17.05.1996      | 188             | przyjmujący     |
| 4               | Gabriel Feldman        | 17.10.1997      | 193             | przyjmujący     |
| 5               | Patryk Więckowski      | 27.03.1998      | 200             | przyjmujący     |
| 6               | Przemysław Salwerowicz | 09.01.1996      | 190             | środkowy        |
| 7               | Wojciech Fortuna       | 16.11.1996      | 186             | rozgrywający    |
| 8               | Dawid Kacprowicz       | 25.02.1997      | 195             | środkowy        |
| 9               | Adrian Piwowarski      | 04.04.1997      | 193             | przyjmujący     |
| 10              | Maciej Stachura        | 09.04.1996      | 189             | atakujący       |
| 11              | Jakub Gontarewicz      | 14.05.1997      | 190             | rozgrywający    |
| 12              | Wojciech Wojtachnio    | 20.05.1997      | 194             | przyjmujący     |
| 13              | Adam Bartnik           | 17.09.1997      | 194             | środkowy        |
| 14              | Mariusz Wacek          | 03.02.1995      | 200             | środkowy        |
| 15              | Mateusz Bieniek        | 05.04.1994      | 210             | środkowy        |
| 16              | Marcin Janusz          | 31.07.1994      | 195             | rozgrywający    |
| 17              | Mariusz Tabor          | 15.11.1997      | 182             | przyjmujący     |
| 18              | Piotr Sikora           | 03.03.1997      | 189             | środkowy        |
| 19              | Jędrzej Maćkowiak      | 17.10.1992      | 200             | środkowy        |
| 20              | Adam Sobota            | 29.02.1996      | 192             | przyjmujący     |
| 21              | Wojciech Dyk           | 21.05.1998      | 201             | środkowy        |
| 22              | Michał Kroć            | 30.09.1998      | 199             | środkowy        |
| 23              | Michał Śmiech          | 23.01.1997      | 186             | przyjmujący     |

| Indykpol AZS Olsztyn | Indykpol AZS Olsztyn | Indykpol AZS Olsztyn | Indykpol AZS Olsztyn | Indykpol AZS Olsztyn |
| Nr                   | Imię i nazwisko      | Data ur.             | Wzrost               | Pozycja              |
| -------------------- | -------------------- | -------------------- | -------------------- | -------------------- |
| 1                    | Tomasz Koziatek      | 26.02.1997           | 199                  | środkowy             |
| 2                    | Marcin Kamiński      | 09.09.1993           | 190                  | przyjmujący          |
| 3                    | Marek Kurmin         | 22.06.1995           | 185                  | rozgrywający         |
| 4                    | Piotr Szostek        | 28.07.1997           | 193                  | atakujący            |
| 5                    | Jakub Bik            | 17.02.1992           | 183                  | libero               |
| 6                    | Kamil Guzewicz       | 16.05.1994           | 191                  | przyjmujący          |
| 7                    | Bartosz Bednorz      | 25.07.1994           | 201                  | przyjmujący          |
| 8                    | Paweł Rutecki        | 07.01.1997           | 185                  | rozgrywający         |
| 9                    | Karol Jankiewicz     | 21.02.1996           | 184                  | rozgrywający         |
| 10                   | Marcin Wielogórski   | 25.07.1997           | 202                  | atakujący            |
| 11                   | Filip Kozłowski      | 04.03.1994           | 193                  | atakujący            |
| 12                   | Patryk Dobkowski     | 09.10.1994           | 195                  | środkowy             |
| 13                   | Maciej Mozol         | 15.08.1996           | 193                  | przyjmujący          |
| 14                   | Hubert Jankuniec     | 11.06.1997           | 185                  | rozgrywający         |
| 15                   | Mateusz Olbryś       | 15.11.1996           | 181                  | libero               |
| 16                   | Kacper Czebatul      | 01.02.1997           | 179                  | libero               |
| 17                   | Radosław Polak       | 03.09.1996           | 193                  | środkowy             |
| 18                   | Leszek Wójcik        | 06.11.1996           | 195                  | przyjmujący          |
| 19                   | Bartosz Brzeski      | 11.04.1998           | 202                  | atakujący            |
| 20                   | Krzysztof Gulak      | 29.08.1996           | 196                  | przyjmujący          |
| 21                   | Bartosz Bednarczyk   | 31.07.1994           | 195                  | środkowy             |

| Jastrzębski Węgiel | Jastrzębski Węgiel   | Jastrzębski Węgiel | Jastrzębski Węgiel | Jastrzębski Węgiel |
| Nr                 | Imię i nazwisko      | Data ur.           | Wzrost             | Pozycja            |
| ------------------ | -------------------- | ------------------ | ------------------ | ------------------ |
| 1                  | Robert Pietrowski    | 12.08.1997         | 197                |                    |
| 2                  | Mateusz Kukulski     | 18.02.1997         | 190                | przyjmujący        |
| 3                  | Bartosz Makoś        | 01.08.1998         | 173                | libero             |
| 4                  | Mateusz Śnieżek      | 15.02.1997         | 194                | przyjmujący        |
| 5                  | Paweł Żeliński       | 24.04.1997         | 199                | środkowy           |
| 6                  | Damian Śliż          | 14.04.1996         | 205                | środkowy           |
| 7                  | Radosław Gil         | 25.01.1997         | 191                | rozgrywający       |
| 8                  | Dominik Musielak     | 16.08.1997         | 190                | libero             |
| 9                  | Igor Gibski          | 12.11.1998         | 190                | rozgrywający       |
| 10                 | Adam Kącki           | 24.09.1998         | 193                | przyjmujący        |
| 11                 | Łukasz Wysocki       | 12.01.1996         | 196                | środkowy           |
| 12                 | Wiktor Krawczyk      | 11.08.1998         | 197                | atakujący          |
| 13                 | Tomasz Piotrowski    | 02.09.1997         | 197                | przyjmujący        |
| 14                 | Bartłomiej Kuryło    | 23.02.1998         | 201                | środkowy           |
| 15                 | Gabriel Gonera       | 10.03.1998         | 198                | środkowy           |
| 16                 | Mariusz Magnuszewski | 14.09.1997         | 190                |                    |
| 17                 | Piotr Trzeciak       | 24.06.1997         | 197                | atakujący          |
| 18                 | Mikołaj Szewczyk     | 18.02.1997         | 196                | przyjmujący        |
| 19                 | Patryk Czyrniański   | 16.03.1999         | 195                | przyjmujący        |
| 20                 | Marcin Ernastowicz   | 31.07.1997         | 190                | przyjmujący        |
| 21                 | Karol Gdowski        | 10.02.1999         | 180                | libero             |
| 22                 | Jakub Turski         | 06.09.1998         | 201                | środkowy           |
| 23                 | Karol Redyk          | 09.02.1998         | 196                | przyjmujący        |
| 24                 | Hubert Mańko         | 18.06.1998         | 196                | przyjmujący        |

| Lotos Trefl Gdańsk | Lotos Trefl Gdańsk  | Lotos Trefl Gdańsk | Lotos Trefl Gdańsk | Lotos Trefl Gdańsk |
| Nr                 | Imię i nazwisko     | Data ur.           | Wzrost             | Pozycja            |
| ------------------ | ------------------- | ------------------ | ------------------ | ------------------ |
| 1                  | Mikołaj Skotarek    | 06.05.1995         | 197                | przyjmujący        |
| 2                  | Igor Dobiszewski    | 06.03.1995         | 195                | przyjmujący        |
| 3                  | Kacper Chmielewski  | 12.01.1994         | 191                | rozgrywający       |
| 4                  | Szymon Jakubiszak   | 13.02.1998         | 208                | przyjmujący        |
| 5                  | Sebastian Sobczak   | 24.06.1997         | 195                | rozgrywający       |
| 6                  | Łukasz Rymarski     | 05.02.1997         | 206                | środkowy           |
| 7                  | Wojciech Małecki    | 09.10.1997         | 195                | przyjmujący        |
| 8                  | Jakub Lewandowski   | 16.07.1996         | 201                | środkowy           |
| 10                 | Jan Tomczak         | 05.09.1995         | 187                | rozgrywający       |
| 11                 | Bartosz Pietruczuk  | 26.02.1993         | 196                | przyjmujący        |
| 12                 | Mateusz Czunkiewicz | 16.12.1996         | 180                | przyjmujący        |
| 14                 | Krzysztof Weber     | 15.11.1996         | 185                | libero             |
| 15                 | Mateusz Kujawa      | 15.04.1998         | 200                | środkowy           |
| 16                 | Fabian Majcherski   | 28.03.1997         | 175                | libero             |
| 17                 | Mateusz Linda       | 09.09.1996         | 195                | atakujący          |
| 18                 | Mateusz Osiak       | 15.07.1994         | 210                | atakujący          |
| 19                 | Ksawery Tomsia      | 02.10.1997         | 196                | środkowy           |
| 21                 | Moustapha M’Baye    | 18.09.1990         | 198                | środkowy           |
| 22                 | Sławomir Stolc      | 23.01.1993         | 198                | przyjmujący        |
| 23                 | Maciej Ptaszyński   | 16.11.1998         | 195                | przyjmujący        |
| 24                 | Adam Śliwiński      | 22.01.1998         | 191                | rozgrywający       |

| MKS Banimex Będzin | MKS Banimex Będzin | MKS Banimex Będzin | MKS Banimex Będzin | MKS Banimex Będzin |
| Nr                 | Imię i nazwisko    | Data ur.           | Wzrost             | Pozycja            |
| ------------------ | ------------------ | ------------------ | ------------------ | ------------------ |
| 1                  | Mikołaj Grobelny   | 23.03.1993         | 190                | przyjmujący        |
| 2                  | Kamil Szwaj        | 20.04.1993         | 190                | przyjmujący        |
| 3                  | Michał Rączka      | 09.04.1993         | 188                | przyjmujący        |
| 4                  | Konrad Zasadzień   | 26.04.1993         | 193                | środkowy           |
| 5                  | Bartosz Lach       | 12.05.1993         | 189                | rozgrywający       |
| 6                  | Radosław Metrycki  | 16.09.1994         | 192                | środkowy           |
| 7                  | Jakub Aniołek      |                    |                    | atakujący          |
| 8                  | Daniel Kmita       | 28.10.1994         | 191                | środkowy           |
| 9                  | Daniel Zych        | 27.01.1993         | 190                | atakujący          |
| 10                 | Dawid Żłobecki     | 04.04.1997         | 195                | przyjmujący        |
| 11                 | Paweł Zawadzki     | 08.09.1994         | 191                | przyjmujący        |
| 12                 | Mateusz Wikło      | 20.02.1997         | 182                | rozgrywający       |
| 13                 | Paweł Podlewski    | 13.05.1994         | 175                | libero             |
| 14                 | Maciej Borzęcki    | 02.08.1997         | 186                | rozgrywający       |
| 15                 | Mateusz Szulc      | 03.07.1995         | 180                | libero             |
| 16                 | Mikołaj Majcher    | 27.07.1997         | 175                | libero             |
| 17                 | Łukasz Wilk        | 10.03.1997         | 170                | libero             |
| 18                 | Kacper Zajdlicz    | 14.02.1997         |                    | środkowy           |
| 19                 | Michał Zając       | 24.01.1997         | 181                | libero             |

| PGE Skra Bełchatów | PGE Skra Bełchatów | PGE Skra Bełchatów | PGE Skra Bełchatów | PGE Skra Bełchatów |
| Nr                 | Imię i nazwisko    | Data ur.           | Wzrost             | Pozycja            |
| ------------------ | ------------------ | ------------------ | ------------------ | ------------------ |
| 1                  | Kamil Ociepka      | 26.08.1997         | 175                | libero             |
| 2                  | Krzysztof Kurpet   | 11.04.1997         | 188                | przyjmujący        |
| 3                  | Szymon Puławski    | 24.12.1996         | 187                | przyjmujący        |
| 4                  | Jakub Kazuła       | 15.11.1996         | 181                | libero             |
| 5                  | Paweł Zieliński    | 19.01.1996         | 184                | rozgrywający       |
| 6                  | Wiktor Nowak       | 21.05.1999         | 182                | rozgrywający       |
| 7                  | Sebastian Adamczyk | 28.02.1999         | 203                | środkowy           |
| 8                  | Krystian Adamczyk  | 09.08.1996         | 191                | środkowy           |
| 9                  | Dawid Olszewski    | 27.02.1998         | 201                | środkowy           |
| 10                 | Adam Surgut        | 23.12.1996         | 193                | przyjmujący        |
| 11                 | Paweł Sznycer      | 03.08.1998         | 198                | środkowy           |
| 12                 | Patryk Korpal      | 04.05.1995         | 197                | atakujący          |
| 13                 | Bartosz Pełka      | 15.06.1997         | 185                | przyjmujący        |
| 14                 | Michał Dębski      | 17.08.1997         | 178                | rozgrywający       |
| 15                 | Mateusz Sionkowski | 22.09.1996         | 188                | środkowy           |
| 16                 | Patryk Pawłowski   | 03.06.1997         | 181                | przyjmujący        |

| RCS Cerrad Czarni Radom | RCS Cerrad Czarni Radom | RCS Cerrad Czarni Radom | RCS Cerrad Czarni Radom | RCS Cerrad Czarni Radom |
| Nr                      | Imię i nazwisko         | Data ur.                | Wzrost                  | Pozycja                 |
| ----------------------- | ----------------------- | ----------------------- | ----------------------- | ----------------------- |
| 1                       | Bartłomiej Bołądź       | 28.09.1994              | 203                     | atakujący               |
| 2                       | Konrad Surmacz          | 11.01.1996              | 197                     | środkowy                |
| 3                       | Igor Grobelny           | 08.06.1993              | 195                     | przyjmujący             |
| 4                       | Konrad Machowicz        | 07.02.1996              | 195                     | środkowy                |
| 5                       | Bartłomiej Grzechnik    | 08.02.1993              | 200                     | środkowy                |
| 6                       | Łukasz Hamiga           | 06.06.1996              | 193                     | przyjmujący             |
| 7                       | Jakub Wachnik           | 16.02.1993              | 202                     | przyjmujący             |
| 8                       | Błażej Czarnecki        | 06.02.1996              | 190                     | przyjmujący             |
| 9                       | Jan Firlej              | 26.09.1996              | 186                     | rozgrywający            |
| 10                      | Daniel Chudzik          | 05.01.1996              | 192                     | atakujący               |
| 11                      | Patryk Kaźmierczak      | 04.03.1997              | 187                     | przyjmujący             |
| 12                      | Karol Gęborys           | 12.01.1996              | 194                     | atakujący               |
| 13                      | Michał Kędzierski       | 12.01.1996              | 195                     | rozgrywający            |
| 14                      | Kacper Jaskulski        | 21.12.1997              | 180                     | rozgrywający            |
| 15                      | Paweł Zdrojewski        | 14.05.1998              | 190                     | rozgrywający            |
| 16                      | Damian Płaskociński     | 09.04.1992              | 190                     | przyjmujący             |
| 17                      | Kamil Jarzyna           |                         | 194                     | środkowy                |
| 18                      | Dominik Kiernoz         | 07.10.1993              | 188                     | rozgrywający            |
| 19                      | Mateusz Kowalczyk       | 04.02.1996              | 190                     | przyjmujący             |
| 20                      | Kacper Pluta            | 11.03.1998              | 197                     | środkowy                |
| 21                      | Przemysław Rajzyngier   | 28.01.1997              | 190                     | środkowy                |
| 22                      | Piotr Filipowicz        | 29.08.1995              | 187                     | libero                  |
| 23                      | Jakub Strzelecki        | 08.03.1997              | 178                     | libero                  |
| 24                      | Maciej Pożyczka         | 26.01.1998              | 180                     | libero                  |

| Transfer Bydgoszcz | Transfer Bydgoszcz        | Transfer Bydgoszcz | Transfer Bydgoszcz | Transfer Bydgoszcz |
| Nr                 | Imię i nazwisko           | Data ur.           | Wzrost             | Pozycja            |
| ------------------ | ------------------------- | ------------------ | ------------------ | ------------------ |
| 1                  | Jan Nowakowski            | 17.05.1994         | 202                | środkowy           |
| 2                  | Krystian Hermann          | 16.02.1997         | 180                | libero             |
| 3                  | Maciej Kleinschmidt       | 08.05.1997         | 192                | przyjmujący        |
| 4                  | Fabian Pieper             | 14.11.1997         | 192                | atakujący          |
| 5                  | Bartłomiej Dorosz         | 12.04.1996         | 198                | rozgrywający       |
| 6                  | Jan Lesiuk                | 07.06.1996         | 188                | przyjmujący        |
| 7                  | Aleksander Łyczak         | 18.08.1996         | 193                | środkowy           |
| 8                  | Mateusz Wołowicz          | 27.09.1997         | 191                | atakujący          |
| 9                  | Łukasz Wiese              | 24.03.1993         | 195                | przyjmujący        |
| 10                 | Mateusz Siwicki           | 23.07.1996         | 196                | środkowy           |
| 11                 | Michał Gorzeń             | 21.02.1996         | 193                | przyjmujący        |
| 12                 | Remigiusz Szczucki-Kriese | 12.03.1996         | 190                | przyjmujący        |
| 13                 | Kacper Bobrowski          | 08.10.1997         | 185                | przyjmujący        |
| 14                 | Jędrzej Goss              | 03.07.1996         | 191                | atakujący          |
| 15                 | Paweł Stysiał             | 30.01.1997         | 182                | libero             |
| 16                 | Łukasz Walawender         | 19.07.1996         | 186                | rozgrywający       |
| 17                 | Nikodem Wolański          | 19.01.1994         | 198                | rozgrywający       |
| 18                 | Michał Prejs              | 23.07.1997         | 187                | libero             |

| ZAKSA Kędzierzyn-Koźle | ZAKSA Kędzierzyn-Koźle | ZAKSA Kędzierzyn-Koźle | ZAKSA Kędzierzyn-Koźle | ZAKSA Kędzierzyn-Koźle |
| Nr                     | Imię i nazwisko        | Data ur.               | Wzrost                 | Pozycja                |
| ---------------------- | ---------------------- | ---------------------- | ---------------------- | ---------------------- |
| 1                      | Tomasz Pizuński        | 06.03.1994             | 192                    | przyjmujący            |
| 2                      | Maciej Polański        | 18.12.1993             | 200                    | środkowy               |
| 3                      | Piotr Nowakowski       |                        |                        | atakujący              |
| 4                      | Krzysztof Rejno        | 20.02.1993             | 200                    | środkowy               |
| 5                      | Robert Andrulewicz     | 03.02.1994             | 200                    | środkowy               |
| 6                      | Krzysztof Zapłacki     | 08.08.1993             | 204                    | przyjmujący            |
| 7                      | Dawid Siemaszko        | 28.01.1997             | 202                    | przyjmujący            |
| 8                      | Miłosz Zasłonka        | 25.10.1995             | 190                    | rozgrywający           |
| 9                      | Mateusz Andruszek      | 14.09.1995             | 190                    | przyjmujący            |
| 10                     | Wojciech Wójcik        | 21.04.1997             | 195                    | atakujący              |
| 11                     | Michał Superlak        | 16.11.1993             | 204                    | rozgrywający           |
| 13                     | Kamil Semeniuk         | 16.07.1996             | 195                    | przyjmujący            |
| 14                     | Paweł Gryc             | 09.01.1996             | 208                    | przyjmujący            |
| 16                     | Korneliusz Banach      | 25.01.1994             | 180                    | libero                 |
| 17                     | Aleksander Maziarz     | 22.04.1995             | 205                    | środkowy               |